# Studence (gmina Hrastnik)
Studence – wieś w Słowenii, w gminie Hrastnik. W 2018 roku liczyła 77 mieszkańców.